# لاشتن
لاشتن (به لاتین: Leshten) یک منطقهٔ مسکونی در بلغارستان است که در شهرستان گارمن واقع شده‌است. لاشتن ۱۶٬۵۶۹ کیلومتر مربع مساحت و ۱۱ نفر جمعیت دارد و ۱٬۰۹۳ متر بالاتر از سطح دریا واقع شده‌است.